# ティヨ
ティヨ（Tiyo または Tío）は、エリトリア・デブバウィ・ケイバハリ地方北部の町で、海岸線を持つ。アレエタ地区の行政府所在地でもある。国道P-6号線はマッサワからティヨを経由してアッサブに至っている。沿岸部では斑状になったマングローブの群生がみられる。北緯14度41分27秒、東経40度57分56秒。標高1m。